# Savage (EP)
Savage là EP đầu tay của nhóm nhạc nữ Hàn Quốc Aespa, được SM Entertainment phát hành vào ngày 5 tháng 10 năm 2021 với 3 phiên bản khác nhau: P.O.S, Synk Dive và Hallucination Quest. EP bao gồm 6 bài hát, trong đó có bài hát chủ đề cùng tên. Aespa mong muốn tạo ra một EP có thể cho thấy sự đa dạng trong âm nhạc của nhóm.
Savage là một album chủ yếu theo thể loại pop xen lẫn các yếu tố hyperpop, trap, future bass và electropop. Album được sản xuất bởi nhiều nhà sản xuất như Yoo Young-jin, Kenzie, Brandom Green, Marcus Lomax và Hayley Kiyoko; Lee Soo-man, nhà sáng lập SM Entertainment, đóng vai trò chỉ đạo sản xuất. Lời bài hát của album tiếp tục mở rộng hơn về vũ trụ hư cấu của Aespa.
Mini album đã gặt hái được cả những thành công về mặt thương mại lẫn các phản hồi tích cực từ giới phê bình âm nhạc, những người đã khen ngợi phong cách "cyberpunk" hiện đại, tăm tối và sự đa dạng trong thể loại âm nhạc ở album này. Savage là album đầu tiên và album đạt thứ hạng cao nhất của nhóm trên bảng xếp hạng Billboard 200 của Mỹ tại vị trí thứ 20, cũng như album đạt vị trí cao nhất trên bảng xếp hạng Gaon Album Chart của nhóm ở vị trí thứ nhất. Để quảng bá cho album, Aespa đã xuất hiện trên một vài chương trình âm nhạc Hàn Quốc bao gồm M Countdown, Music Bank và Inkigayo.

## Quá trình thu âm
Ngày 13 tháng 9 năm 2021, SM Entertainment thông báo Aespa sẽ phát hành EP đầu tiên mang tên Savage vào ngày 5 tháng 10, bao gồm 6 bài hát. EP bắt đầu cho đặt trước từ ngày 14 tháng 9. Ngày 27 tháng 9, danh sách bài hát và ca khúc chủ đề "Savage" được hé lộ. Danh sách bài hát cho thấy sự tham gia của một ca sĩ, nhà soạn nhạc người Mỹ, Hayley Kiyoko, trong quá trình sản xuất bài hát cuối cùng trong album, "Lucid Dream". Trong một buổi phỏng vấn với Grammy, Giselle tiết lộ rằng "chúng tôi chưa gặp mặt trực tiếp và thực sự làm một màn kết hợp với cô ấy mặc dù bài hát được tạo nên bởi cô ấy". Quá trình tạo nên Savage đánh dấu lần đầu tiên các thành viên Aespa thu âm cùng nhau trong cùng một phòng thu, một điều hóa ra lại rất vui và thú vị đối với họ - những người bạn thân của nhau. Ningning nói rằng họ đã có một quãng thời gian vui vẻ khi thu âm cho album và được thử sức ở những thể loại âm nhạc mà họ chưa từng thể hiện từ trước. Theo tạp chí Paper, Lee Soo-man, nhà sáng lập SM Entertainment và giám đốc sản xuất của EP này, đã chỉ đạo tất cả các chi tiết nhỏ nhặt trong quá trình thu âm, kể cả cách phát âm từng âm tiết một.
Trước khi thu âm các bài hát, truyền tải thông điệp và cảm xúc của chúng là một việc quan trọng. Tôi thực sự hòa mình vào nhân vật. Ví dụ, khi tôi đang thu âm một bài hát, tôi sẽ tưởng tượng và nghĩ ra nhiều viễn cảnh khác nhau trong đầu, như một cuốn phim vậy. Những thứ nho nhỏ như kiểu "Mình đang phác họa nhân vật nào? Chuyện gì đang xảy ra? Mình đang cảm thấy ra sao?". Sau khi đã làm thế và chuẩn bị sẵn sàng, tôi tiếp tục công việc thu âm.— Ningning kể lại quá trình sản xuất Savage, Grammy

## Soạn nhạc
Savage căn bản là một album pop, mở rộng ra các thể loại âm nhạc như dance pop, hyperpop, và electropop với một phong cách "cyberpunk" tân tiến, tăm tối. Ngoài ra, nó còn kết hợp với những một hỗn hợp âm thanh điện tử của house, deep house, R&B, dubstep, trap, trance, hip hop và những thể loại âm nhạc khác. Divyansha Dongre đến từ tờ Rolling Stone Ấn Độ đã miêu tả album như là "một EP 6 bài hát đa thể loại". MTV nói rằng Savage hòa quyện dance và pop với những yếu tố house, trap, rap và nhiều thể loại khác. Rolling Stone viết: "EP này gợi lên những yếu tố tương lai trong cả hai mặt hình ảnh và âm thanh và mở rộng hơn về vũ trụ hư cấu của Aespa".
Khi được nghe những bài hát và bản demo trong album, chúng tôi đã rất thích nó. Chúng tôi thích các ca khúc ấy nhưng đồng thời cũng cần cố gắng bỏ ra nhiều công sức để đảm bảo rằng chúng nghe hay và phải thật hòa mình thích hợp với những bài hát. Ví dụ, Winter có một giọng hát rất nhẹ nhàng và mềm mại, nhưng để hát "Black Mamba", một bài hát khá mạnh mẽ, cô ấy đã phải luyện tập để hát theo một phong cách khác. Chúng tôi thực sự thích thử sức với những điều mới. "Savage" cũng mới lạ đối với chúng tôi.— Giselle nói về việc tiếp cận sự đa dạng trong âm nhạc của Aespa, Grammy

### Những bài hát

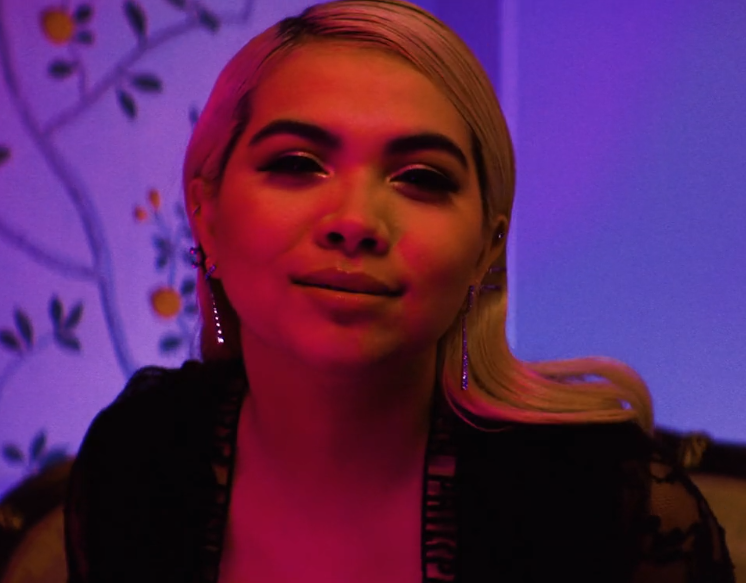
Nhà soạn nhạc người Mĩ, Hayley Kiyoko, đồng sáng tác bài hát "Lucid Dream".

Bài hát đầu tiên, "Aenergy" được miêu tả như là "một bài hát đại diện nâng cao tinh thần", khám phá những khía cạnh, đặc tính cá nhân của các thành viên trong nhóm, thứ mà họ đã thể hiện trong câu chuyện về những nữ anh hùng của họ, nói lên những sức mạnh và khả năng của từng thành viên trong vũ trụ ảo ấy. Ca khúc chủ đề "Savage" được miêu tả là xuất sắc qua sự dung hòa giữa các thể loại âm nhạc bao gồm trap, dubstep và năng lượng ballad mãnh liệt với drum và bass là trọng tâm. Thuật lại những cố gắng trong việc thách thức Black Mamba, ca khúc tiếp tục làm sáng tỏ quá trình đi đến chốn Kwangya của Aespa và Ae của họ với sự giúp đỡ của Naevis. Bài hát hòa quyện những câu hook gây nghiện, các phần rap và ad-lib, đồng thời cũng cho thấy khả năng và sự đa dạng trong giọng hát. NME đã so sánh bài hát với với âm nhạc của một nhạc sĩ người Scotland, Sophie Xeon, một cách tích cực. "I'll Make You Cry" được đánh giá là một ca khúc trả thù gai góc với nhịp điệu độc đáo, nhạc nền xập xình và tiếng synth bắt tai. Nó có những đoạn belt gây nghiện, càng làm tăng thêm sự náo nhiệt cho một bài hát vốn đã đem lại một bầu không khí "căng thẳng", dồn dập ngay từ đầu cùng với màn thể hiện giọng hát đầy nội lực và lời bài hát mạnh mẽ. "Yeppi Yeppi" là một bài hát khác thường, vui tươi, tràn đầy năng lượng với sự kết hợp của deep house, trance, synthwave, trap và lời bài hát mang lại thông điệp tích cực rằng nếu như bạn biết yêu bản thân mình thay vì để tâm đến những ánh nhìn, ý kiến của người ngoài thì bạn sẽ luôn hạnh phúc. Đây cũng là bài hát yêu thích nhất của Winter. "Iconic" là một bài hát dance pop, hyperpop năng động với những đoạn hook bùng cháy. Ca khúc bắt đầu với âm thanh hip hop và một lúc sau nó liền chuyển sang một chuỗi những sự ngọt ngào, tự tin và sang chảnh xen kẽ nói lên việc Aespa mang tính biểu tượng đến nhường nào. Cuối cùng, "Lucid Dream" là một bài hát R&B gợi lại một không gian mơ mộng với đoạn bridge những âm thanh điện tử và glitchy. Bài hát có những tiếng synth như đang gây "thôi miên", mơ màng và beat trap nhẹ nhàng, trộn lẫn với những lớp giọng hát thở "thều thào" phức tạp.

## Danh sách bài hát
| Danh sách bài hát của Savage | Danh sách bài hát của Savage                          | Danh sách bài hát của Savage | Danh sách bài hát của Savage                                            | Danh sách bài hát của Savage              | Danh sách bài hát của Savage |
| STT                          | Nhan đề                                               | Phổ lời                      | Phổ nhạc                                                                | Phối khí                                  | Thời lượng                   |
| ---------------------------- | ----------------------------------------------------- | ---------------------------- | ----------------------------------------------------------------------- | ----------------------------------------- | ---------------------------- |
| 1.                           | "Aenergy"                                             | Yoo Young-jin                | Kill Dave Pat Morrissey Jess Corazza Yoo Young-jin                      | Kill Dave Pat Morrissey Yoo Young-jin     | 2:27                         |
| 2.                           | "Savage"                                              | Yoo Young-jin                | Kirsten Collins Jia Lih Yoo Young-jin Hautboi Rich                      | Jia Lih Yoo Young-jin                     | 3:58                         |
| 3.                           | "I'll Make You Cry"                                   | Kenzie                       | Kenzie Kirsten Collins Timothy "BOS" Bullock Brandon Green Hautboi Rich | Timothy "BOS" Bullock Brandon Green IMLAY | 3:34                         |
| 4.                           | "Yeppi Yeppi"                                         | Deez [ ko ] SAAY             | Coach & Sendo [ ko ] Deez SAAY                                          | Coach & Sendo Soultriii                   | 3:33                         |
| 5.                           | "Iconic"                                              | Jo Yoon-kyung                | Sophie Curtis Val Del Prete (153/Joombas) Timothy Tan                   | Timothy Tan                               | 3:11                         |
| 6.                           | "Lucid Dream" (tiếng Hàn: 자각몽; Romaja: Jagangmong) | Ellie Suh (153/Joombas)      | Kill Dave Pat Morrissey Hayley Kiyoko Paul Phamous Marcus Lomax         | Kill Dave Pat Morrissey IMLAY             | 3:30                         |
| Tổng thời lượng:             | Tổng thời lượng:                                      | Tổng thời lượng:             | Tổng thời lượng:                                                        | Tổng thời lượng:                          | 20:13                        |

Ghi chú
- "Aenergy" được viết thường toàn bộ chữ cái.
- "Yeppi Yeppi" và "Iconic" được viết hoa toàn bộ chữ cái.

## Bảng xếp hạng
| Bảng xếp hạng (2021)                 | Thứ hạng cao nhất |
| ------------------------------------ | ----------------- |
| Album Nhật Bản (Oricon)              | 7                 |
| Album Hot Nhật Bản (Billboard Japan) | 18                |
| Album Hàn Quốc (Gaon)                | 1                 |
| Billboard 200 Mỹ                     | 20                |
| Independent Albums Mỹ (Billboard)    | 1                 |
| Tastemaker Albums Mỹ (Billboard)     | 4                 |
| World Albums Mỹ (Billboard)          | 1                 |

## Lịch sử phát hành
| Khu vực       | Ngày                | Định dạng        | Hãng đĩa   |
| ------------- | ------------------- | ---------------- | ---------- |
| Nhiều khu vực | 5 tháng 10 năm 2021 | Tải về streaming | SM Dreamus |
| Hàn Quốc      | 5 tháng 10 năm 2021 | CD               | SM Dreamus |